# NGC 1851
NGC 1851（Caldwell 73、Melotte 30）は、はと座にある球状星団である。